# Mae Martin
Mae Martin est une personnalité canadienne non binaire du milieu du cinéma et de l'humour, également scénariste. Mae Martin naît le 2 mai 1987, à Toronto, en Ontario. Son succès trouve ses origines grâce à son rôle dans la série Feel Good, que Martin a co-écrite avec Joe Hampson et diffusée sur Netflix.

## Biographie

### Jeunesse
Mae Martin nait en mai 1987 à Toronto, en Ontario. Son père James Chatto est un ancien enfant acteur apparu dans le film Sa Majesté des Mouches (1963), adaptation cinématographique de Peter Brook.

### Carrière
Mae Martin commence sa carrière au Canada, faisant partie de la troupe comique « The Young and the Useless ». 
À 16 ans, Martin obtient une nomination pour le prix de fonds d'encouragement de Tim Sims (Tim Sims Encouragement Fund Award), devenant la plus jeune personnalité à obtenir cette distinction. Martin  écrit également pour la série comique canadienne de sketch Baronnes von Sketch Show. 
En 2011, Martin déménage au Royaume-Uni et fait plusieurs tournées de spectacles. Son spectacle s'appelle Mae Martin: Us. En parallèle, Martin participe à plusieurs programmes pour la télévision ou la radio britannique, présentant le Mae Martin's Guide to 21st Century Sexuality sur la BBC Radio 4,  contribuant parallèlement à The Now Show sur la même chaîne.
Depuis 2018, Martin co-anime le podcast GrownUpLand sur Radio4 qui s'adresse aux millenials. La même année, Martin apparaît dans la série Comedians of the World sur Netflix.
En 2020, Martin co-écrit et joue dans la série Feel Good, diffusée sur Channel 4 et Netflix.

### Vie privée
Personnalité bisexuelle, Mae Martin est non-binaire et utilise les pronoms neutres (they singulier en anglais/iel en français) ,.
En 2017, Martin développe une dépendance à la drogue et suit plusieurs cures de désintoxication, utilisées comme sujet pour certains de ses sketchs.

## Filmographie

### Courts métrages
- 2001 : Bagatelle de Johanna Mercer : Grace
- 2012 : Upstaged de Jacqueline Pepall : Mae

### Séries télévisées
- 2016 : Outsiders : Min (3 épisodes)
- 2017 : Uncle : Imogen (2 épisodes)
- 2017 : Baroness Von Sketch Show : l'employée (saison 2, épisode 1 : It Satisfies on a Very Basic Level)
- 2020 : Feel Good : Mae (12 épisodes)
- 2022 : LOL : le dernier qui rira Canada (1 saison)